# Joseph Marius von Babo
Pour les articles homonymes, voir Babo.
Joseph Marius Franz von Babo, né le 14 janvier 1756 à Ehrenbreitstein et mort le 5 février 1822 à Munich, est un écrivain, essayiste et dramaturge allemand.

## Biographie
En 1784, Babo, dans sa lettre Ueber Freymaurer, a accusé l'ordre bavarois des Illuminés de Bavière d'Adam Weishaupt, de vouloir commettre un complot contre l'État. Cette lettre a été l'une des premières raisons de l'interdiction officielle et de l'autodissolution de cet ordre et de la persécution de ses membres.

## Publications
Pièces de théâtre

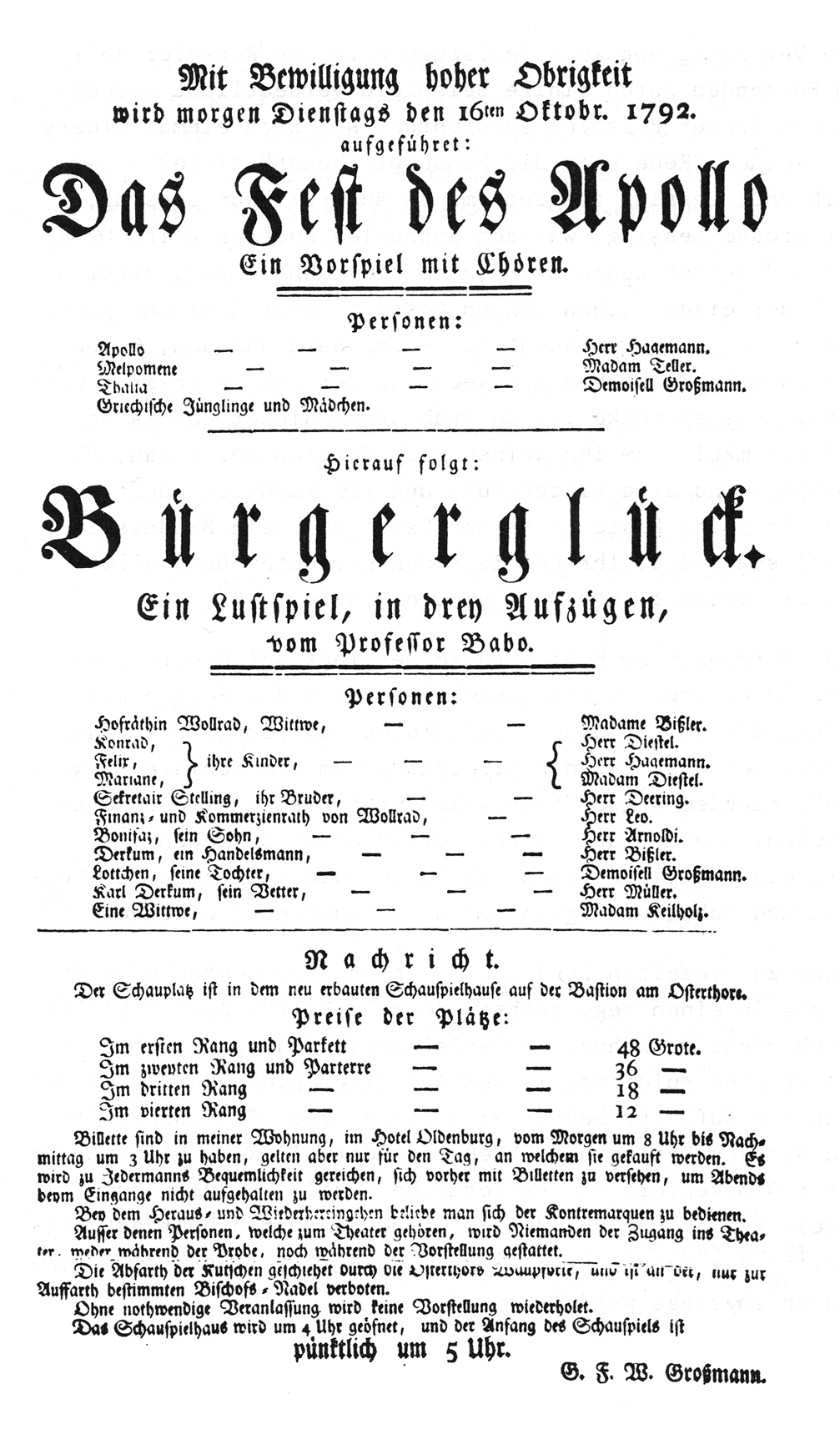
Affiche de théâtre d'une de ses pièces, 1792

- Arno. Ein militärisches Drama in zween Aufzügen. Frankfurt und Leipzig 1776. (Digitalisat)
- Das Lustlager. Ein Schauspiel in einer Handlung. beym Logenmeister, Wien 1778 (mutmaßlicher Verfasser). (Digitalisat)
- Das Winterquartier in Amerika. Ein Schauspiel in einem Auzug. beym Logenmeister, Wien 1778. (Digitalisat)
- Dagobert der Franken König. Ein Trauerspiel in fünf Aufzügen. München 1792. (Digitalisat.)  Englische Ausgabe: Dagobert, King of the Franks, 1800
- Armida und Rinaldo. Ein nach Tasso frey bearbeitetes Melo-Drama in vier Aufzügen mit Chören und Tänzen untermischt. Wallishauser, Wien 1793. (Digitalisat)
- Die Römer in Teutschland. Ein dramatisches Heldengedicht in fünf Akten. Gegel, Frankenthal 1780. (Digitalisat)
- Otto von Wittelsbach. Ein Trauerspiel in fünf Akten. Hoffmann, Stuttgart 1869. (Digitalisat)
- Die Maler. Ein Lustspiel. Strodl, München 1783. (Digitalisat)
- Die Fräulein Wohlerzogen. Ein Lustspiel in drei Aufzügen. Ein Sittengemälde aus München. Strobl, München 1783. (Digitalisat)
- Gemälde aus dem Leben der Menschen. Strobl, München 1784. (Digitalisat)
- Vollständiges Tagebuch der merkwürdigsten Begebenheiten und Revolutionen in Paris. 1789. (Aus dem Französischen) (Digitalisat)
- Die Strelitzen, 1790
- Bürgerglück. Lustspiel in dei Aufzügen. Wallishauser, Wien 1792 (Digitalisat)
- Anleitung zur Himmelskunde in leichtfaßlichen astronomischen Unterhaltungen, 1793 (Digitalisat)
- Schauspiele. Voß, Berlin 1793. (Digitalisat)
- Neue Schauspiele. Unger, Berlin 1804. (Digitalisat)
- Der Puls. Ein Lustspiel in zwey Auzügen. 1805. (Digitalisat)
- Albrechts Rache für Agnes. Ein historisches Schauspiel in vier Aufzügen. Fortsetzung der Agnes Bernauer. Wallishausser, Wien 1808. (Digitalisat)

Essais
- Ueber Freymaurer. Erste Warnung. Hartl, München 1784. (Digitalisat)
- Nöthige Beylage zur Schrift: Über die Freymaurer „erste Warnung“, 1783.